# Monte Neiglier
Monte Neiglier – szczyt w Alpach Nadmorskich, części Alp Zachodnich. Leży w południowej Francji w regionie Prowansja-Alpy-Lazurowe Wybrzeże, przy granicy z Włochami. Sąsiaduje z Monte Ponset. 